# Dialerschutz.de
Dialerschutz.de war eine private deutsche Internetseite für Verbraucher, die sich mit dem Schutz gegen eine Form des Internetbetrugs befasste. Sie informierte über kriminell genutzte Dialer-Programme, die einen Computer oft ohne Zutun des Benutzers zur überteuerten Interneteinwahl veranlassen.
Die Seite entstand Ende 2001, als in Deutschland zahlreiche Computerbenutzer mit zunächst unerklärlichen, hohen Telefonrechnungen überrascht wurden, die auf Dialer zurückzuführen waren. Ende Februar 2004 wurde die Foren von dialerschutz.de (3.400 Nutzer) und computerbetrug.de (1.400 Nutzer) zusammengelegt. Im Mai 2004 mahnte Bernhard Syndikus das Forum von Dialerschutz.de und Computerbetrug ab, weil dort angeblich unzulässige Rechtsberatung angeboten werde.  Anfang 2005 erwirkte Dialerschutz.de eine einstweilige Verfügung gegen den Trittbrettfahrer Dialerschutz.org. Anfang November 2007 fusionierte Dialerschutz.de mit dem Verbraucherschutzportal Computerbetrug.de. Seitdem treten beide Portale mit gemeinsamen Inhalten auf.
Dialerschutz.de umfasste Handlungsanweisungen zum Aufspüren von Dialern auf dem Computer, ihrer Löschung sowie zur Beweissicherung im Rechtsstreit. Daneben informierte die Website über die Problematik unseriös eingesetzter Mehrwertdienstenummern wie 0190, 0900 und 0137 sowie über R-Gespräche, Handy Payment und Premium-SMS. In Kooperation mit der Website Computerbetrug.de betrieb Dialerschutz.de eines der größten deutschsprachigen Diskussionsforen zu Themen wie Online-Sicherheit und Dialer. 